# Schlafende Hunde (Album)
Schlafende Hunde (mit der EP Hundstage) ist ein Konzeptalbum der deutschen Band Janus, das von der Rivalität zweier ungleicher Brüder um die Gunst derselben Frau handelt und in dem jeder Song eine Geschichte erzählt. Die CD teilt sich dabei in drei Teile auf.

## Artwork
Die Stimmung und Geschichte des Albums wird durch das Artwork verdeutlicht. Auf dem von Oliver Schlemmer gezeichneten Titelbild steht der Protagonist fast aller Lieder, der namenlose Mr. Drown, auf dem Steg eines von der Nacht verhüllten Sees und blickt auf die Wasseroberfläche, daneben steht nur das Wort „Janus“. Auf der Rückseite ist Mr. Drown als Ertrinkender im Wasser dargestellt. Es zieht ihn in Blickrichtung nach unten und nur in einer schemenhaften Zeichnung sieht er selber noch zur Wasseroberfläche. Die CD selbst ist schwarz und weist bis auf die URL der Janus-Homepage und Standard-Angaben (wie z. B. die EFA-Nummer) keine Beschriftung auf.
Das zwölfseitige Booklet ist ebenfalls von Schlemmers ComicNoir-Illustrationen begleitet, die den Verlauf der Geschichte wiedergeben.

## Handlung
Die Geschichte von Schlafende Hunde ist auf der CD in einer irritierenden, da nicht chronologischen, Reihenfolge von Gegenwärtigem und Vergangenem erzählt. Zur Unterstützung für das Verständnis sind im Booklet jedoch zu jedem Text Datum und Uhrzeit angegeben, sodass sich die einzelnen Lieder ordnen lassen. Des Weiteren blieb es nicht bei den Informationen, die aus den Texten hervorgehen: auf der Homepage von Janus kann man sich Informationen zu den Charakteren und dem Verlauf der Geschichte zwischen den Liedern durchlesen.
In der chronologischen Abfolge (die CD beginnt mit den dritten Teil):

### Das Tollhaus
Der namenlose Protagonist dieser Geschichte wird Mr. Drown genannt. Er ist in die Prostituierte Veronica verliebt („Tag für Tag“ von der ergänzenden EP Hundstage), die aus ihrem Elend zu befreien er als seine Aufgabe betrachtet. Er macht sein Seelenheil von ihr abhängig („Mein krankes Herz“) und begeht auf einem Fest („Das Fest“) einen Mord, da er meint, sie aus den Händen eines anderen Freiers retten zu müssen. Er nimmt sie dann mit sich und sucht mit ihr zusammen Unterschlupf bei seinem redlichen und unbescholtenen Bruder, der von alledem nichts ahnt. Der Bruder verliebt sich ebenfalls in Veronica, welche Angst vor Mr. Drown hat und die sensible Natur seines Bruders, ebenso wie dessen Erfolg, im Vergleich zum Versager Mr. Drown, sehr schätzt. Dieser wird eifersüchtig und sieht sich hintergangen („Reptil“). Er versucht sich mit Alkohol und Medikamenten zu betäuben und sucht in Bordellen Ersatz für seine Veronica („Hotel Eden“), während seine Wut unaufhaltsam wächst.

### Die Schalen des Zorns
Veronica und Mr. Drowns Bruder sind ein Paar. Drown schwört Rache und sieht sich als Opfer einer Intrige („Verflucht“). Darauf folgend sucht Drown das Gespräch mit seinem Bruder, um ihm zu verdeutlichen, dass Veronica kein angemessener Umgang für ihn sei, Drown bleibt bei ungenauen Aussagen und erregt so auch den Zorn des Bruders. Es kommt zu einem Streit(„Bruderkuss“ von der ergänzenden EP Hundstage), nach welchem sich Drown zurückzieht. Nun hört man Veronica sprechen („Veronica“). Sie versucht sich in Deeskalation und weist Mr. Drown ein für alle Mal ab. Er solle nicht versuchen, sich zwischen sie und seinen Bruder zu stellen, falls er diesen wirklich liebe. Er wisse nicht von ihrer Vergangenheit. Sie habe Mr. Drown nie um seine Hilfe gebeten, und er sei ihr im Weg und ein Klotz am Bein. Sie hat das ungute Gefühl, schlafende Hunde geweckt zu haben. Mr. Drown hingegen gibt sich beruhigt. Er lädt sie zu einem klärenden Gespräch nachts an den See. Nur mühsam kann er seine Rachsucht verbergen und schließlich rastet er aus. Er fesselt Veronica eine Steinkugel an das Bein („Klotz am Bein“) und wirft sie fluchend in die Tiefe. Er wünscht ihr eine gute Ruhe in der Tiefe („Schlafe gut“) und ahnt, dass er ihr folgen wird. Jetzt beginnen die sich bei ihm bereits abzeichnenden paranoiden Wahnvorstellungen erst richtig:

### Der Wald der Selbstmörder
Er hört Veronica nachts rufen (Kommt herunter), wie sie ihn in die Tiefe zu locken versucht. Er sucht Hilfe bei einem Psychologen (Rorschach), den er später tötet um den vermeintlich ertappten Mord an Veronica zu verschleiern(Kopf in Flammen von der ergänzenden EP Hundstage). Seinem Bruder hingegen erzählt er, dass Veronica ihn verlassen habe und eine Prostituierte war. Dies zerbricht den Bruder, egal, wie sehr der nun noch verzweifeltere Mr. Drown versucht, ihn abzulenken. Letztlich erschießt sich der Bruder an Neujahr (Gescheitert). Auf der Beerdigung des Bruders wird Mr. Drown von einer Prostituierten des Hotels Eden angesprochen, die versucht ihn, mit dem Wissen um den Mord an dem Freier, zu erpressen. Mr. Drown begleitet die Prostituierte Heim und erschlägt sie (Mit leeren Händen von der Deluxe-Version 2014).
Nachdem Mr. Drown alle Bezugspunkte in seinem Leben verloren hat sucht er den einzigen Ort auf, der ihm geblieben ist, den zugefrorenen See. Er taumelt über das Eis, flucht und wehklagt und bricht schließlich ein. Halb sinkt er hin, halb zieht es ihn (Unter dem Eis) und er stirbt schließlich.

## Erweiterung der Geschichte
Ein Jahr nach Schlafende Hunde später erschien die EP Hundstage, die neben drei, das Konzept ergänzenden unveröffentlichten Liedern (Bruderkuss, Kopf in Flammen, Tag für Tag) alternative Versionen von Hotel Eden und Bruderkuss enthält.
2014 wurde eine „Deluxe-Edition“ veröffentlicht, welche neben überarbeiteten Titeln und Demoversionen (Wasserleichen) auch einen neuen Track beinhaltete: Mit leeren Händen. Das orchestrale Werk reiht sich zeitlich nach Rorschach in den ersten Akt ein und erweitert das Konzeptalbum um ein weiteres Kapitel. Der limitierten Edition lagen Rorschach-Karten mit fiktiven Diagnosen des Psychiaters bei, den Mr. Drown letzten Endes tötete.
Am 3. Juli 2020, und damit fast 20 Jahre nach Veröffentlichung des Albums, wurde ein weiterer Titel über den Online-Musikdienst Bandcamp veröffentlicht. Unverwundbar reiht sich chronologisch nach dem Titel Veronica ein. Das fiktive Datum des Titels ist Dienstag, der 14. November 1989 um 22:34 Uhr.

## Titelliste

### Schlafende Hunde
| Track | Titel                   | fiktives Datum                       | Tracklänge | Kapitel                   |
| ----- | ----------------------- | ------------------------------------ | ---------- | ------------------------- |
| 1     | Kommt herunter (Prolog) | 2. Februar 1990, Freitag 6.16h.      | 2:52min    | Der Wald der Selbstmörder |
| 2     | Rorschach               | 2. Februar 1990, Freitag 10.00h.     | 5:42min    | Der Wald der Selbstmörder |
| 3     | Gescheitert             | 3. Februar 1990, Samstag 19.17h.     | 7:40min    | Der Wald der Selbstmörder |
| 4     | Unter dem Eis           | 3. Februar 1990, Freitag 19.25h.     | 8:31min    | Der Wald der Selbstmörder |
| 5     | Mein krankes Herz       | 14. Juli 1989, Samstag 21.13h.       | 3:10min    | Das Tollhaus              |
| 6     | Das Fest                | 16. Juli 1989, Sonntag 1.05h.        | 7:35min    | Das Tollhaus              |
| 7     | Reptil                  | 13. Oktober 1989, Freitag 14.30h.    | 6:35min    | Das Tollhaus              |
| 8     | Hotel Eden              | 26. Oktober 1989, Donnerstag 20.58h. | 4:26min    | Das Tollhaus              |
| 9     | Verflucht               | 7. November 1989, Dienstag 18.25h.   | 4:26min    | Die Schalen des Zorns     |
| 10    | Veronica                | 13. November 1989, Montag 17.06h.    | 5:12min    | Die Schalen des Zorns     |
| 11    | Klotz am Bein           | 15. November 1989, Mittwoch 18.30h.  | 8:13min    | Die Schalen des Zorns     |
| 12    | Schlafe gut (Epilog)    | 15. November 1989, Mittwoch 18.38h.  | 4:32min    | Die Schalen des Zorns     |

### Hundstage EP
| Track | Titel               | fiktives Datum        | Tracklänge | Kapitel                   |
| ----- | ------------------- | --------------------- | ---------- | ------------------------- |
| 1     | Bruderkuss          | Di. 10.11.1989 21.45h | 6:01min    | Die Schalen des Zorns     |
| 2     | Kopf in Flammen     | Fr. 02.02.1990 11.21h | 8:15min    | Der Wald der Selbstmörder |
| 3     | Tag für Tag         | Fr. 01.07.1989 20.45h | 4:45min    | Das Tollhaus              |
| 4     | Hotel Eden [retro]  | Do. 26.10.1989 20.58h | 4:55min    | Das Tollhaus              |
| 5     | Hotel Eden [schizo] | Do. 26.10.1989 20.58h | 7:15min    | Das Tollhaus              |
| 6     | Bruderkuss [disco]  | Di. 10.11.1989 21.45h | 4:35min    | Die Schalen des Zorns     |
| 7     | Veronica [psycho]   | Mo. 13.11.1989 17.06h | 6:54min    | Die Schalen des Zorns     |

## Kritik
Die Presse bescheinigte dem Album fast durchgehend ausgereifte Ideen, intelligente Lyrik und eine ausgearbeitete Handlung: So bezeichnet Thomas Sonder vom Musikmagazin Orkus Schlafende Hunde als „ein Drama voller Verzwicktheiten, dessen Erkundung zwar viel Zeit und Aufwand verlangt, aber letztendlich Leib und Seele erfüllt.“(Orkus 11.00 Thomas Sonder)
Als Mangel wird jedoch die Produktion angeführt. Im Vergleich mit Nick Cave, Oomph! und Weissglut kommt Matthias Weckmann vom Metal Hammer zu dem Schluss, dass Janus zwar inhaltlich und musikalisch ähnliche Qualität besitzen, allerdings ohne „produktionstechnisch diese auch nur annähernd erreichen zu können. Gerade in diesem Punkt steht der Anspruch hinter der Wirklichkeit zurück“(Metal Hammer 12.00 Matthias Weckmann)